# 충주 지씨 열녀각
충주지씨 열녀각은 충청북도 청주시 흥덕구에 있다. 2015년 4월 17일 청주시의 향토유적 제93호로 지정되었다.

## 개요
1854년 하동 정씨 정검의 처 충주지씨의 정절을 기리기 위해 세운 정려각이다.